# Lophuromys aquilus
Lophuromys aquilus is een knaagdier uit het geslacht Lophuromys dat voorkomt in Midden-Afrika van de Democratische Republiek Congo, Oeganda en Kenia via Rwanda, Burundi en Tanzania tot Noordoost-Angola, Noord-Zambia, Malawi en Noordoost-Mozambique. Deze soort behoort tot het ondergeslacht Lophuromys en vormt daarbinnen de kern van de "aquilus-groep", die ook L. eisentrauti en L. dieterleni uit de bergen van Kameroen, L. brunneus en L. chrysopus uit Ethiopië, L. verhageni uit Tanzania, L. zena uit Kenia en L. dudui uit de Democratische Republiek Congo. Vrijwel al deze soorten werden, net als L. aquilus zelf, tot de laatste jaren van de 20e en de eerste van de 21e eeuw tot L. flavopunctatus gerekend, maar inmiddels wordt die naam uitsluitend nog voor een Ethiopische soort gebruikt. De kop-romplengte bedraagt 112 tot 144 mm, de staartlengte 46 tot 69 mm, de achtervoetlengte 18 tot 21 mm, de oorlengte 13 tot 18 mm en het gewicht 36 tot 62 g voor dieren uit Oeganda.
L. aquilus heeft een aantal synoniemen: cinereus Dieterlen & Gelmroth, 1974, laticeps Thomas & Wroughton, 1907, major Thomas & Wroughton, 1907 en rita Dollman, 1910 uit de Democratische Republiek Congo en margarettae Heller, 1912 en rubecula Dollman, 1909 uit Kenia. L. cinereus werd beschreven als een aparte soort, maar is waarschijnlijk slechts het resultaat van individuele variatie in L. aquilus.